# Âge moderne des comics
Vous lisez un « article de qualité » labellisé en 2021.  Il fait partie d'un « thème de qualité ».
L'âge moderne des comics est une période de l'histoire de la bande dessinée américaine qui s'étend des années 1986-1987 à aujourd'hui. Après l'âge d'or (des premiers comic books en 1938 à la mise en place de la censure en 1954) et l'âge d'argent (de la fin des années 1950 au début des années 1970) les comics ont connu une nouvelle période nommée l'âge de bronze. Durant celle-ci, qui dure des années 1970 à 1986, le monde des comics, après avoir connu une période brillante, perd de sa superbe. Les ventes fléchissent, les super-héros sont concurrencés par le kung-fu ou l'heroic fantasy et la crise économique et sociale que traversent les États-Unis trouve un écho sombre dans les pages colorées des comics. De nombreux éditeurs disparaissent et ce ne sont pas les éditeurs de comics underground — dont les ventes restent confidentielles — qui peuvent sauver l'industrie. En 1986, quatre séries relancent l'intérêt des lecteurs pour les comics. Crisis on Infinite Earths, The Dark Knight Returns et Watchmen, tous trois publiées par DC Comics, montrent que les comics de super-héros peuvent aussi traiter de sujets adultes. Quant à Maus, elle met en lumière la production alternative. À partir de cette date, les ventes de comics augmentent jusqu'à atteindre au début des années 1990 des millions d'exemplaires. Cependant cette envolée est portée en partie par une bulle spéculative. Lorsque celle-ci éclate en 1994, les ventes s'effondrent, entraînant la disparition d'éditeurs, de sociétés de distribution et de magasins spécialisés dans la vente de comics. Il faut plusieurs années pour que le secteur se stabilise mais sans que les ventes retrouvent les sommets précédents.
Cette crise touche moins les éditeurs alternatifs dont les lecteurs sont bien moins sensibles aux modes mais la fermeture de nombreux magasins limite leurs ventes. Ce genre de comics montre combien les qualités d'écriture jouent un rôle important pour fidéliser le lectorat. Les autres éditeurs vont eux aussi mettre en valeur les scénarios. Cela améliore les ventes mais d'autres éléments sont à prendre en compte : les crossovers qui s'étalent sur plusieurs séries et la recréation régulière des personnages.
Cette période est marquée par le développement de personnages bien plus sombres et à la moralité moins claire que ceux des décennies précédentes. De plus, des personnages féminins qui sont aussi sexy que dangereux participent de cette ambiguïté propre à séduire les lecteurs des années 1990 qui sont surtout de jeunes adultes blancs. Cela évolue depuis les années 2000 car les éditeurs cherchent à élargir leur lectorat en mettant en avant des personnages plus proches de la diversité de la population américaine. De plus, le nombre d'autrices augmente.
En dehors des comic books, la bande dessinée américaine se retrouve également dans des romans graphiques qui sont distribués aussi dans les librairies et permettent d'attirer des lecteurs qui ne fréquentent pas les magasins spécialisés. Cette forme de bande dessinée est récente et se développe comme les webcomics alors que les comic strips des journaux se raréfient, disposent de moins de place et se cantonnent de plus en plus au genre humoristique.
Comme la bande dessinée américaine, et surtout celle des alternatifs, a montré qu'elle n'était pas condamnée à ne raconter que des combats de super-héros, le regard qui était porté dessus a évolué. Certains comics sont vendus dans des librairies, des articles de journaux en parlent, des ouvrages leur sont consacrés et des études universitaires s'y intéressent. La diffusion d'adaptations en films, en séries et en jeux vidéo améliore aussi la visibilité des œuvres originales.

## Historique

### Période précédente
L'âge moderne des comics vient après l'âge de bronze des comics, lui-même héritier de l'âge d'or qui couvre la période de 1938 quand apparaissent les premiers comic books à la mise en place du Comics Code Authority en 1954, et de l'âge d'argent qui de la fin des années 1950 au début des années 1970 a vu la renaissance des comics de super-héros d'abord chez DC Comics puis chez Marvel Comics. Durant l'age de bronze qui va du début des années 1970 au milieu des années 1980, le monde de la bande dessinée américaine a connu de nombreux changements. La baisse du nombre de lecteurs est importante et plusieurs maisons d'édition anciennes ont cessé leurs activités. Même si le lectorat s'est diversifié et compte désormais plus d'adultes, cela ne suffit pas à enrayer cette crise.

### Métamorphoses de l'écriture

#### Renouveau chez DC Comics
Trois comics, tous publiés par DC Comics, sont généralement nommés comme point de départ de l'âge moderne des comics. En 1985, DC Comics décide de recréer entièrement son univers de super-héros et pour cela lance une mini-série de 12 numéros intitulée Crisis on Infinite Earths scénarisée par Marv Wolfman et dessinée par George Perez. À la fin de cette épopée, les différentes Terres du Multivers DC sont fondues en une seule, Superman de Terre 2 (celui qui avait lancé l'âge d'or des comics) a disparu et Flash de Terre 1 (le premier héros de l'âge d'argent) est mort. Les auteurs peuvent faire table rase du passé et réécrire les origines des super-héros.
En 1986, deux autres mini-séries donnent le ton de cet âge moderne : The Dark Knight Returns de Frank Miller et Watchmen d'Alan Moore et Dave Gibbons. Ces titres s'adressent à un lectorat plus âgé que celui habituellement visé par les comics. Ils abordent des thèmes (sexualité, drogue, violence) prohibés par l'organisme de surveillance des comics, la Comics Code Authority (CCA) alors qu'ils sont publiés par un éditeur grand public et non par un indépendant. DC avait commencé à suivre cette voie avec Swamp Thing, déjà scénarisé par Alan Moore, qui n'est plus soumis à l'approbation de la CCA à partir du numéro 29 d'octobre 1984.

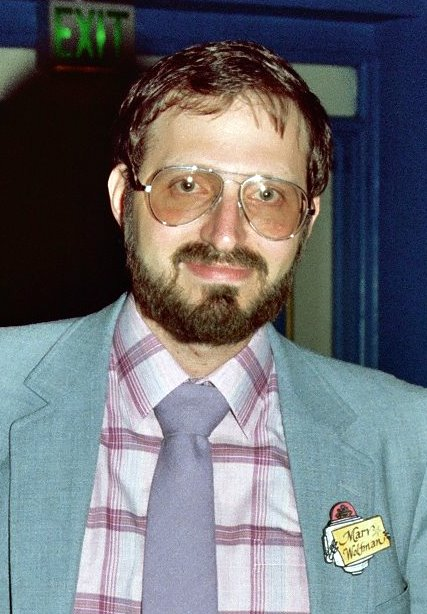
Marv Wolfman en 1982.
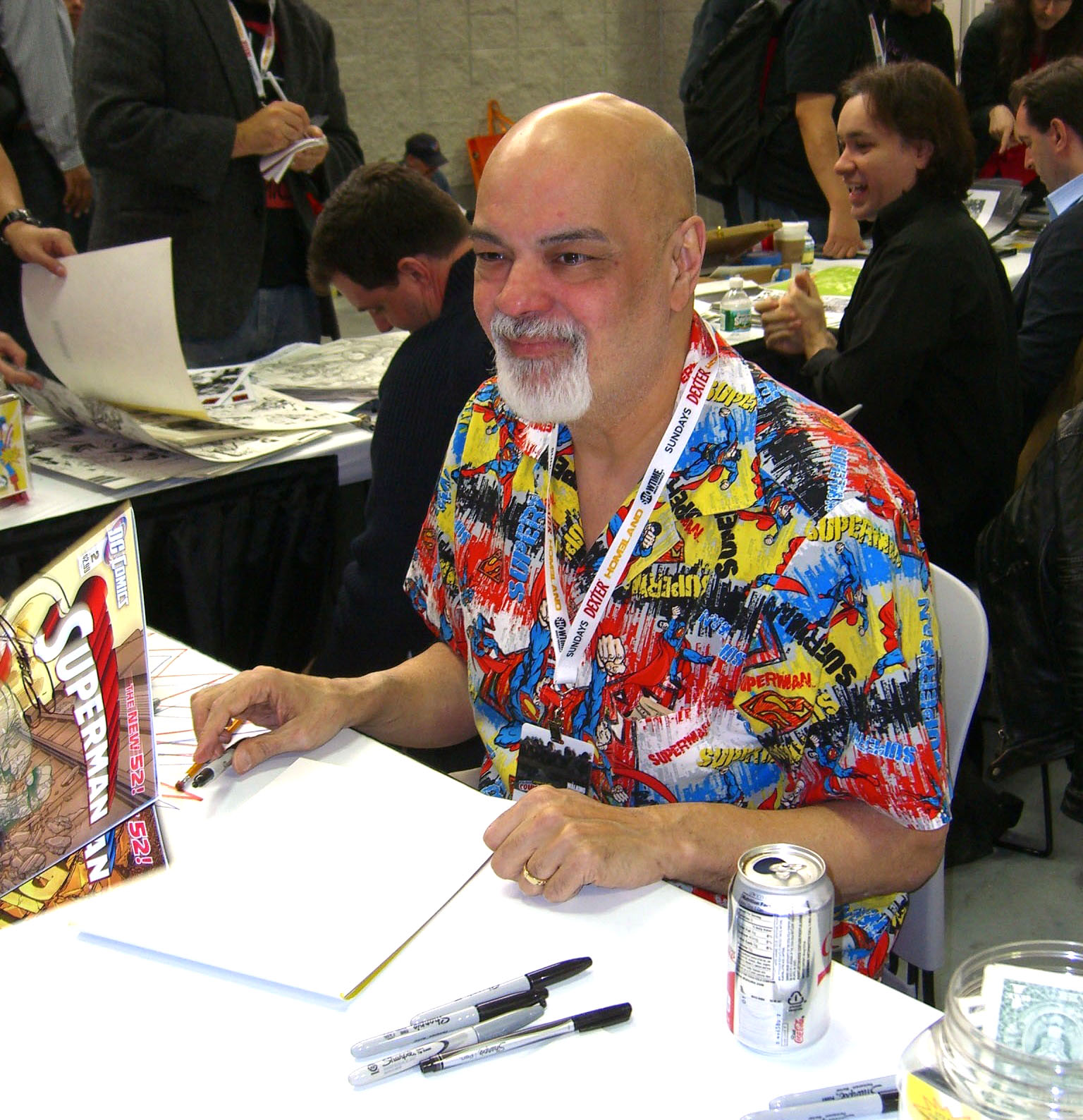
George Pérez en 2012.
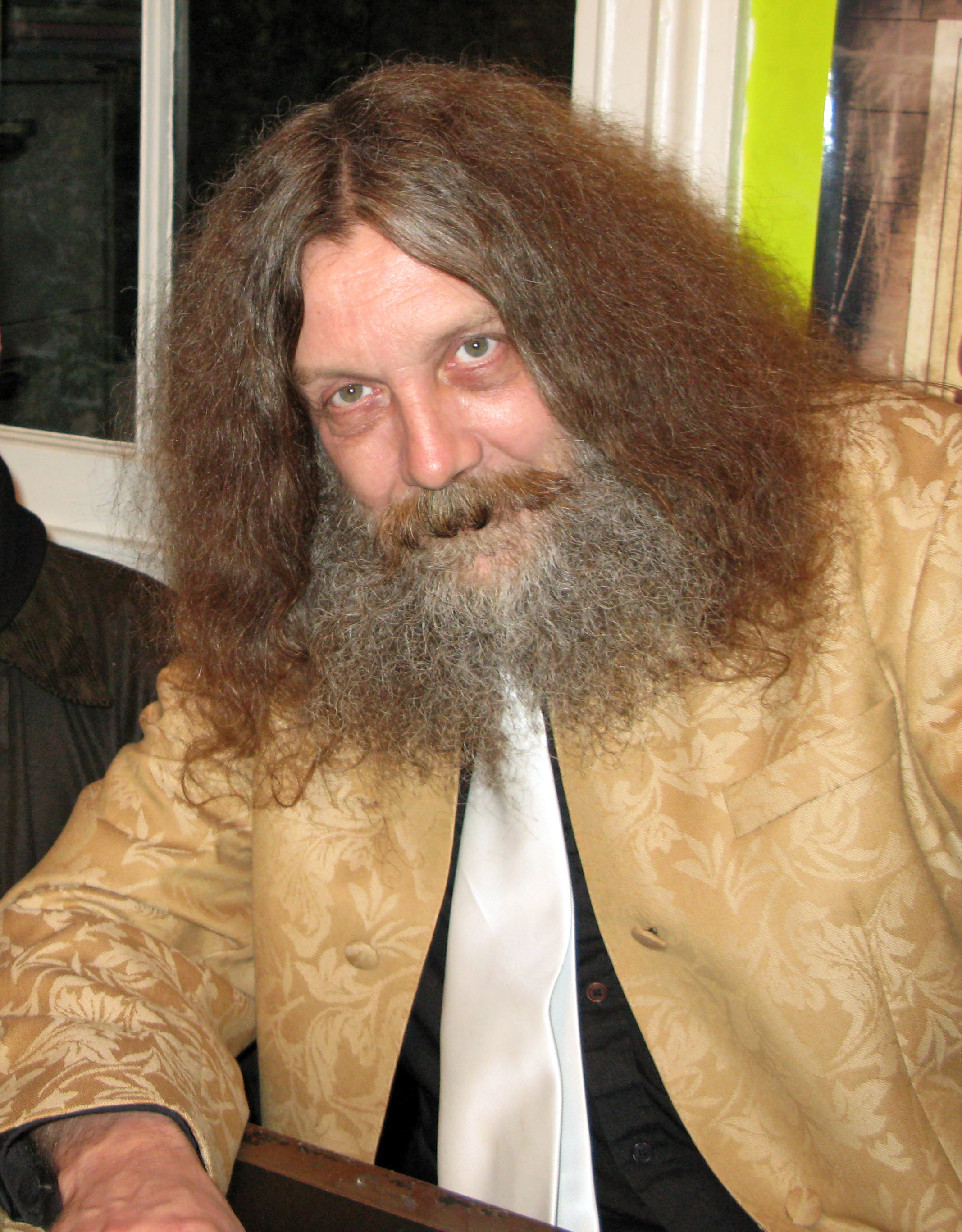
Alan Moore en 2008.
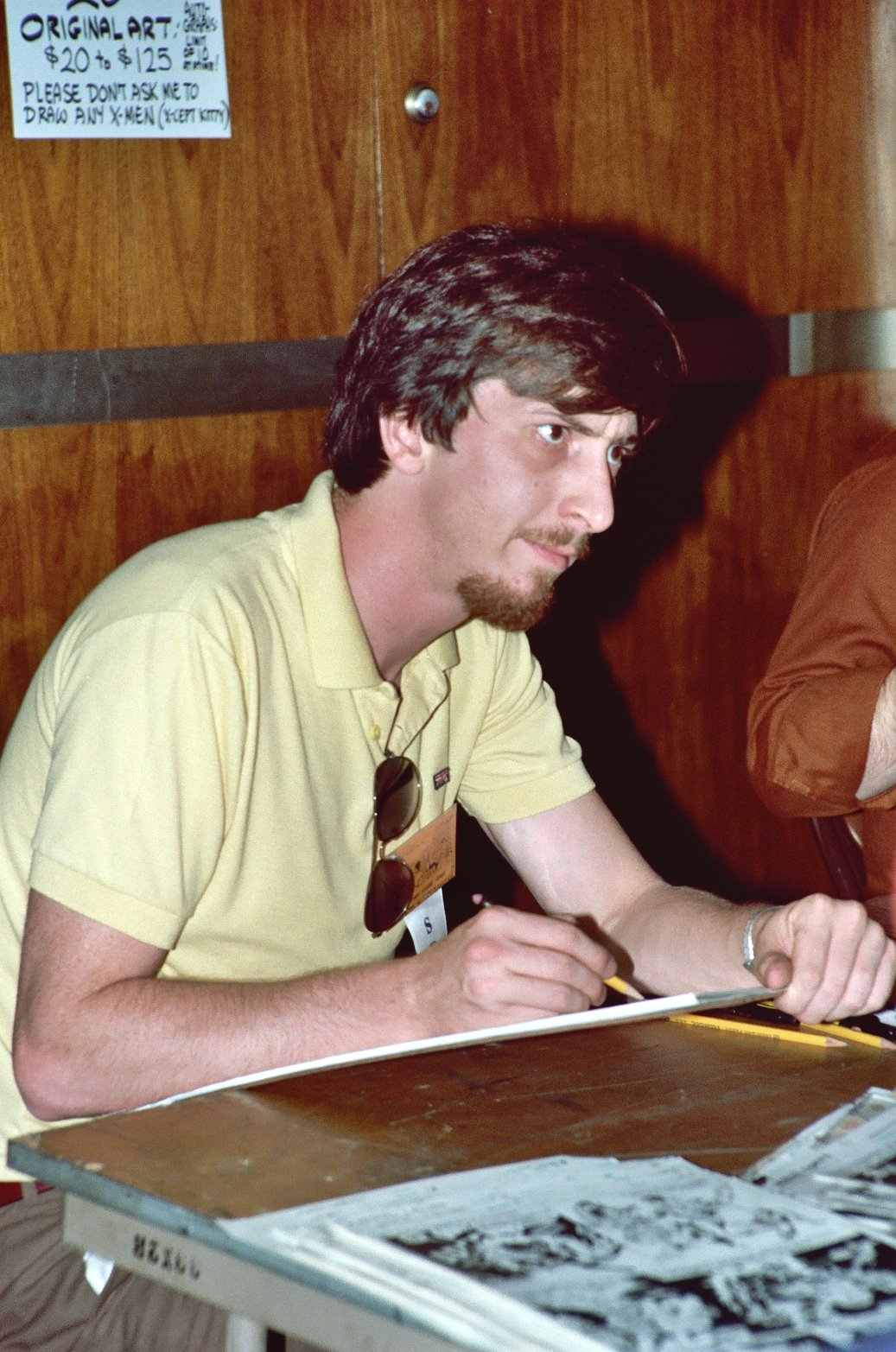
Frank Miller en 1982.

#### "British Invasion"

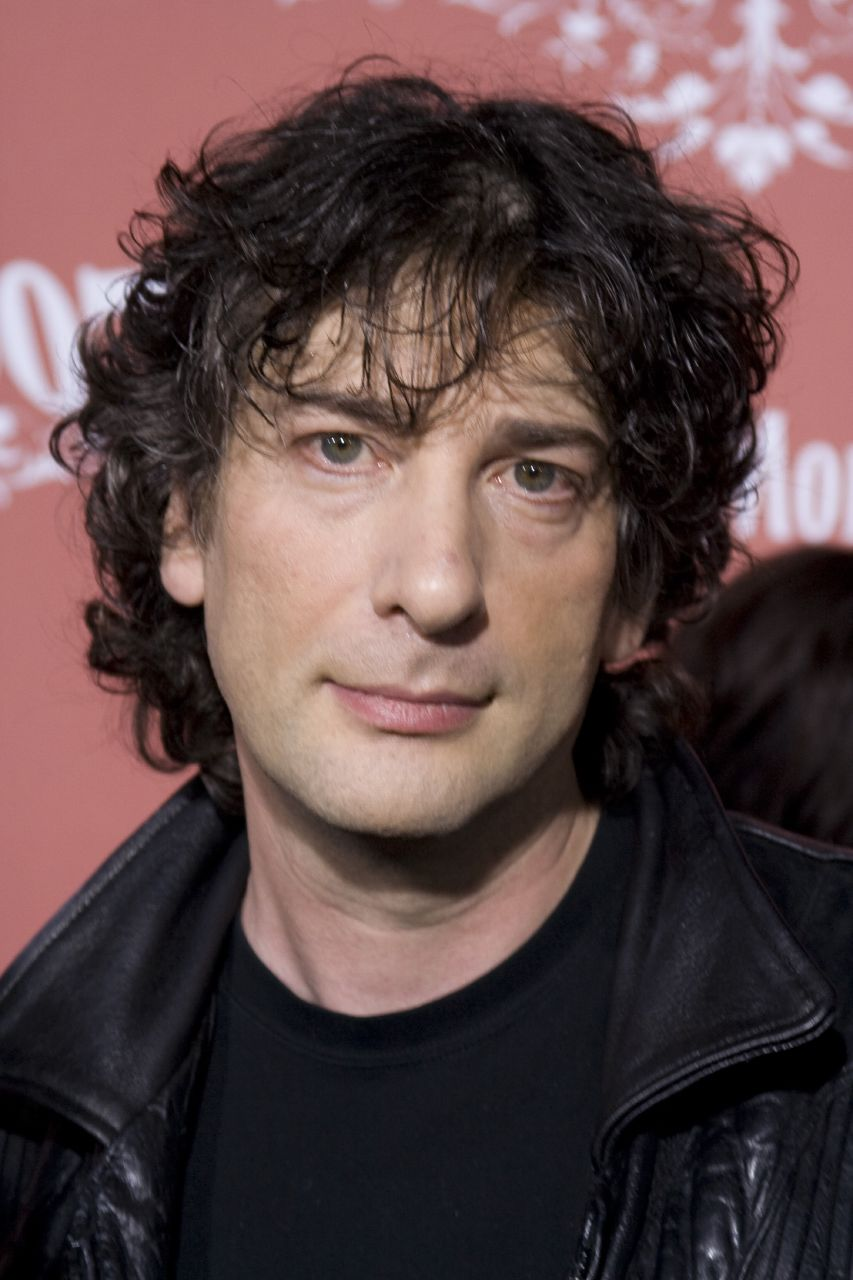
Neil Gaiman, auteur phare de la British Invasion.

L'arrivée d'Alan Moore chez DC Comics est l'annonce de ce qui a été décrit comme une British Invasion. Jamie Delano (Hellblazer), Grant Morrison (Animal Man, Doom Patrol et The Invisibles), Neil Gaiman (Sandman), Garth Ennis (Hellblazer et Preacher), Warren Ellis (Transmetropolitan et JLA) et Peter Milligan (Shade, the Changing Man) arrivent à la fin des années 1980, début des années 1990 ; pour DC, ils créent ou reprennent des comics destinés à des lecteurs plus adultes. Ces publications portent d'ailleurs à partir de 1987 sur leur couverture l'avertissement For Mature Readers. Finalement en 1993, une collection nommée Vertigo, dont la directrice de publication est Karen Berger, accueille tous ces titres qui ont de fait quitté l'univers des super-héros classiques. L'ajout de l'avertissement For Mature Readers fait suite à une décision des responsables de DC inquiets d'un possible retour de la censure.

#### Menace de censure
En effet, en 1986, deux évènements montrent que la liberté artistique est toujours menacée. Steve Geppi, président de la société de distribution Diamond Comic Distributors appelle ses clients à se plaindre auprès des éditeurs du contenu malsain de certains comics (un de ceux-ci montré du doigt est le numéro 9 de Miracleman, scénarisé par Alan Moore et dessiné par Rick Veitch présentant sur plusieurs cases un accouchement). DC réagit à cette campagne en indiquant un âge de lecture, tandis que Marvel réaffirme son observance des règles édictées par la CCA. Par ailleurs, en décembre 1986 un propriétaire de magasin de comics est mis en accusation pour la vente de produits pornographiques. L'année suivante, le soutien financier de l'État fédéral à l'art est accusé de soutenir des œuvres pornographiques ; les comics subissent le contrecoup de ce débat et dans plusieurs journaux ou reportages télévisés, sont montrés du doigt. Cela n'empêche pas le propriétaire du magasin d'être reconnu innocent en 1989. Cependant, cette action en justice démontre aux éditeurs la nécessité de s'unir pour lutter contre les menaces à la liberté d'expression. Dans ce but est créé, en 1987, le Comic Book Legal Defense Fund ayant pour mission d'aider financièrement et juridiquement les personnes travaillant dans ce domaine et menacées de poursuites judiciaires.

### Indépendants et alternatifs
Les comics indépendants appartiennent à un ensemble clairement défini (ils ne sont pas diffusés par des éditeurs mainstream qui existent depuis des décennies), mais très diversifié. En effet, en se tenant à cette seule définition, tous les comics qui ne sont pas diffusés par Marvel, DC et Archie Comics — seules maisons d'édition ayant survécu à la chute du lectorat des années 1970 —, sont indépendants. Une division plus fine selon le genre publié distingue les indépendants et les alternatifs. Les premiers reprennent les genres classiques (super-héros, science-fiction, fantastique) mais respectent les droits d'auteurs, les seconds préfèrent les genres de l'autobiographie, du reportage ou de la représentation « fictionnalisée » du quotidien,.

#### Indépendants

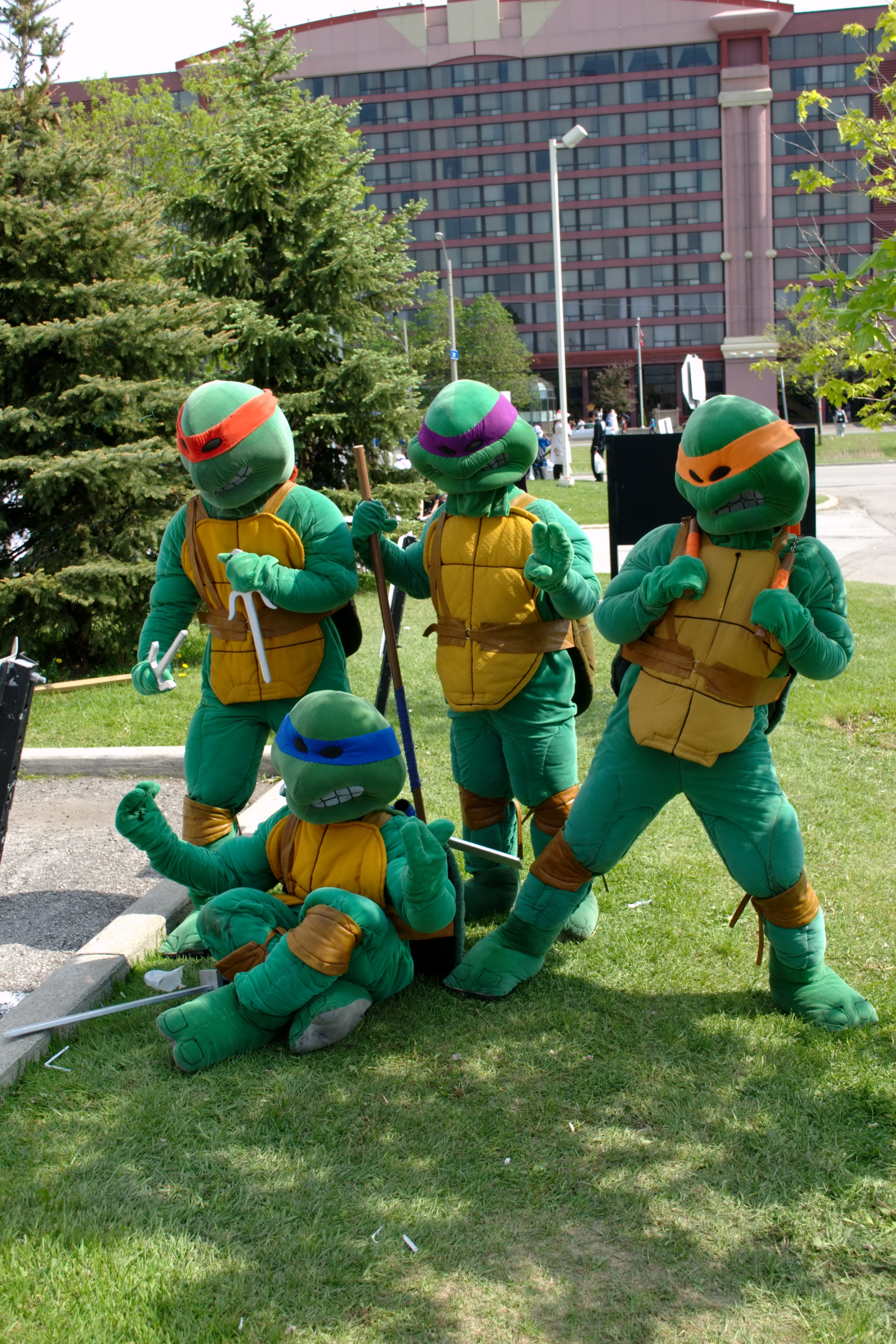
Cosplay des Tortues Ninja.

À la fin des années 1970 et au début des années 1980, les éditeurs indépendants, profitant de l'essor du direct market, c'est-à-dire de l'apparition de librairie spécialisée dans la vente de comics, ont trouvé un circuit de diffusion. L'énorme succès des Tortues Ninja de Kevin Eastman et Peter Laird a amené la prolifération de comics indépendants en noir et blanc. Mais en 1986, cette surproduction provoque une crise des ventes et de nombreuses maisons d'édition sont obligées de fermer. Cependant, cette même année est aussi celle de la création de Dark Horse Comics. Mike Richardson et Randy Stradley en lançant deux anthologies Dark Horse Presents et Boris the Bear tablent sur 10 000 exemplaires vendus, mais les ventes dépassent leurs espérances en atteignant 50 000. Dark Horse consolide ce succès en traduisant des mangas dont Oh My Goddess! de Kosuke Fujishima, Ghost in the Shell de Masamune Shirow et Blade of the Immortal de Hiroaki Samura, le plaçant ainsi comme l'un des premiers éditeurs dans ce secteur. Un autre succès est l'adaptation des films Alien en 1988, Predator en 1989 et Star Wars. Enfin, pour attirer des auteurs importants, Dark Horse choisit de publier des miniséries plutôt que de créer des séries sans fin prévue et de laisser la propriété de leurs créations aux auteurs en plus de partager plus équitablement les bénéfices. Ces miniséries ont ensuite pour vocation d'être publiées au format de roman graphique. Parmi les auteurs convaincus par la démarche de Mike Richardson se trouvent Frank Miller, qui crée Sin City, et Mike Mignola avec Hellboy.

#### L'essor des comics alternatifs

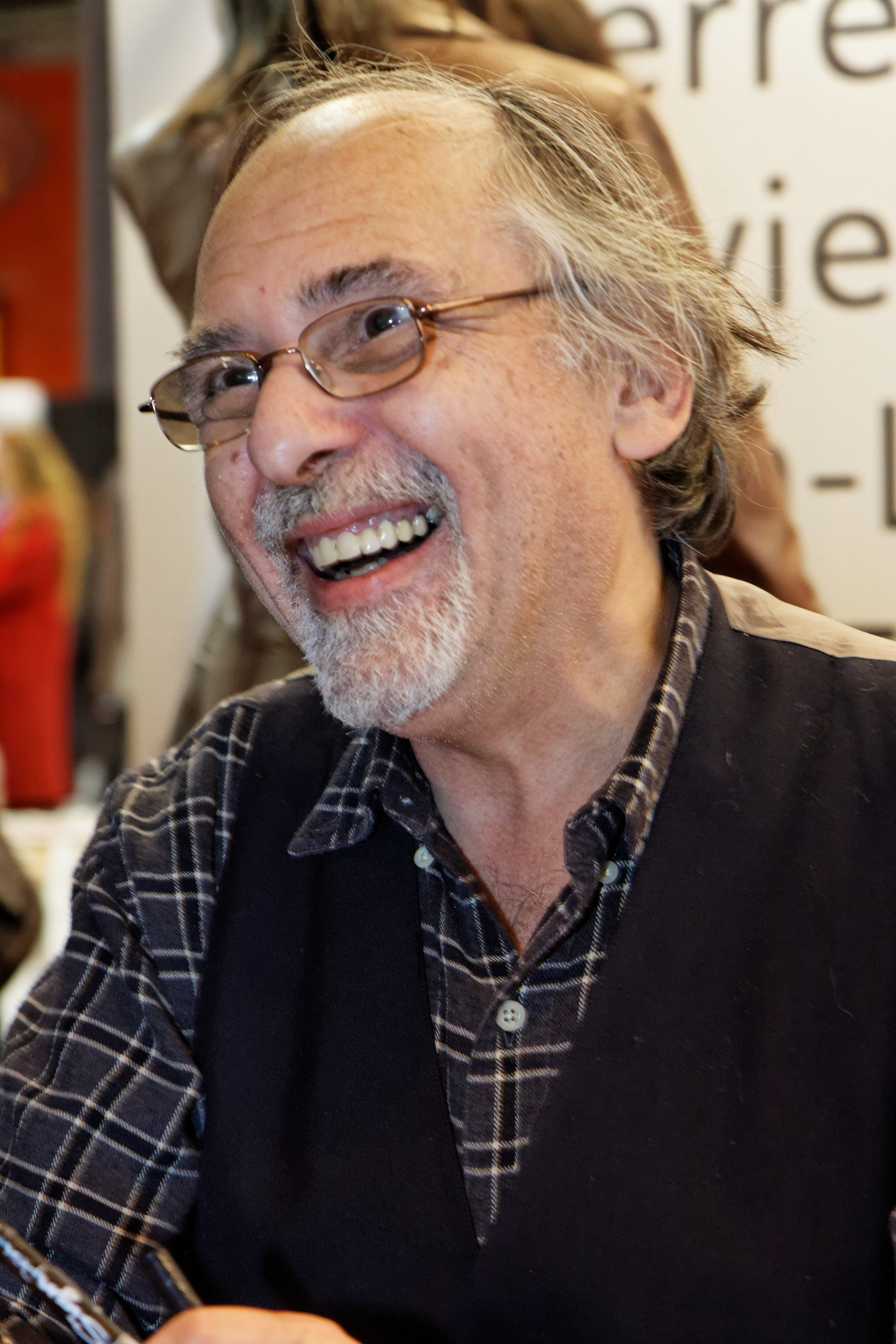
Art Spiegelman, l'auteur de Maus.

L'année 1986 représente également une date importante dans l'histoire des comics avec la parution du premier tome de Maus (intitulé Maus: A Survivor's Tale) de Art Spiegelman. Le second tome Maus: from Mauschwitz to the Catskills sort en 1991 et vaut à l'auteur un Prix Pulitzer spécial en 1992. Art Spiegelman fait ses débuts dans les années 1960 en dessinant des comics underground. Lorsque ce genre de comics s'effondre au milieu des années 1970, Spiegelman lance des revues de bandes dessinées, Arcade en 1975 puis RAW en 1980. Ces revues, ainsi que Weirdo de Robert Crumb, font le lien entre l'underground et l'alternatif. La différence essentielle entre ces deux types de comics reste le public visé. Alors que l'underground s'adressait à une minorité de lecteurs politisée et vivant déjà dans un monde rebelle, l'alternatif cherche à toucher le grand public. En ce sens, Art Spiegelman avec Maus y parvient puisque l'œuvre est commentée et recommandée par des journaux ayant pignon sur rue comme le New-York Times. D'autres auteurs parviennent à se faire un nom dans les années qui suivent comme Daniel Clowes, Howard Cruse, Joe Sacco ou Chris Ware. Mais si tous les alternatifs n'ont pas l'écho de Spiegelman, ils se retrouvent sur un objectif : faire que la bande dessinée soit une expression artistique qui peut se permettre de toucher n'importe quel sujet.
De nombreux auteurs alternatifs choisissent l'autoédition afin de garder le contrôle sur leur œuvre, imitant Dave Sim qui depuis 1977 publie avec succès Cerebus the Aardvark.
Cependant tous ne choisissent pas cette voie. Des sociétés sont fondées dans les années 1980-1990 et parviennent à publier des ouvrages exigeants, toucher un public différent de celui des comics de super-héros et s'assurer des revenus suffisants. En 1989, le Canadien Chris Oliveros fonde Drawn and Quarterly ; cet éditeur accueille des auteurs canadiens comme Julie Doucet ou Chester Brown mais aussi des américains comme Adrian Tomine. En 1997 est formé Top Shelf qui publie des histoires de plusieurs auteurs comme Eddie Campbell, Alan Moore, Craig Thompson.

### Monde d'images

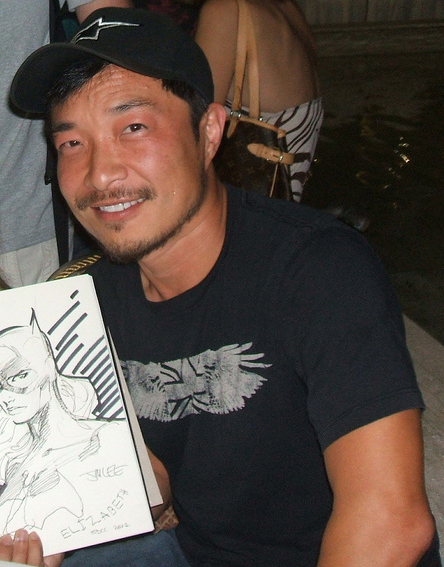
Jim Lee : Un des fondateurs d'Image Comics.

Même si quelques comics sortent du lot par le travail sur l'écriture et sont des succès, ils ne peuvent cacher le désintérêt croissant des lecteurs pour ces publications et d'une manière générale les ventes continuent de baisser. Cependant, la tendance s'inverse par la suite grâce à plusieurs facteurs. Le premier est l'arrivée d'une nouvelle génération d'artistes chez Marvel Comics : Todd McFarlane sur Amazing Spider-Man puis Spider-Man, Jim Lee sur Uncanny X-men puis X-men, Erik Larsen sur Amazing Spider-Man, Rob Liefeld sur New Mutants devenu X-Force, Marc Silvestri sur Wolverine, Whilce Portacio sur Uncanny X-men et Jim Valentino sur Guardians of the Galaxy. Les comics sur lesquels travaillent ces artistes voient leurs ventes augmenter ; ainsi le premier numéro de Spider-Man par McFarlane se vend à 3 millions d'exemplaires, X-Force 1 à 5 millions et X-men 1 à 8 millions. Une autre cause de la remontée des ventes est la création d'une bulle spéculative. Comme certains comics de l'âge d'or et de l'âge d'argent valent des milliers de dollars, des spéculateurs font le pari qu'il en serait de même pour les comics modernes. Pour alimenter ce marché, les éditeurs multiplient les séries et les numéros spéciaux et utilisent les techniques modernes d'imprimerie pour créer des couvertures originales (embossage, découpes, encre phosphorescente, etc.). L'espoir est d'attirer assez les collectionneurs qui achètent plusieurs exemplaires pour le revendre avec un bénéfice. L'augmentation du nombre d'acheteurs s'accompagne de la multiplication de nouvelles maisons d'éditions qui lancent leur ligne de super-héros.
Parmi celles-ci se trouvent Valiant Comics fondée par Jim Shooter en 1989 qui devient la troisième maison d'édition derrière Marvel et DC et Image Comics fondée en 1992 par les auteurs vedettes de Marvel qui, désireux de rester maîtres de leurs créations, s'unissent pour les éditer. Ces deux maisons d'édition ont des politiques éditoriales opposées. Valiant fidélise ses lecteurs en misant sur les histoires. De plus, les lecteurs peuvent recevoir des numéros spéciaux gratuits en envoyant à cet éditeur des coupons ajoutés dans les parutions. Ainsi les sept premiers numéros de Magnus, Robot Fighter comportent de tels coupons, permettant de recevoir le numéro zéro de la série. À l'inverse, les fondateurs d'Image, surtout des dessinateurs, privilégient l'aspect artistique, aux dépens de la profondeur des scénarios. Cette politique est un énorme succès. Le premier comics publié par cette nouvelle maison d'édition est Youngblood de Liefeld et se vend à près d'un million d'exemplaires. Les titres suivants font aussi bien, voire mieux. Spawn de McFarlane et WildCATS de Jim Lee dépassent le million. Le succès est tel qu'au mois d'août, alors qu'Image ne publie que six comics, elle devient le deuxième éditeur en nombre d'exemplaires vendus, derrière Marvel (93 comics) et devant DC Comics (61 comics). Toutefois, Image est plus alors une « réunion d'individualités », qu'une maison d'édition avec une ligne éditoriale claire. Ceci occasionne d'ailleurs de nombreux problèmes comme des retards importants dans la parution, la multiplication de séries qui ne trouvent pas leurs lecteurs et, au sein même d'Image, des tensions entre les membres fondateurs.

### Crise
L'année 1993 marque le pic des ventes de comics. En février 1993, 190 millions de publications sont commandés par les magasins spécialisés et deux mois plus tard le nombre est passé à 400 millions. De plus, les ventes de comics rapportent 500 millions de dollars en 1992 et 800 millions en 1993. Des numéros spéciaux atteignent des chiffres de vente extraordinaires. Ainsi le numéro 75 de Superman, daté de novembre 1993 et qui montre la mort du héros, se vend à six millions d'exemplaires. Cependant, cet évènement exceptionnel est le dernier sommet atteint avant la chute rapide. Ce même mois de novembre, le nombre de comics vendu est de 200 millions et la bulle spéculative éclate. Tous les éditeurs sont touchés et connaissent des difficultés. Les comics n'apparaissent plus comme un objet pouvant prendre rapidement de la valeur. Comme ils sont publiés à plusieurs centaines de milliers d'exemplaires, voire à plusieurs millions, ils ne sont pas des raretés comme le sont ceux des années 1940 à 1960 : la plus-value espérée à la revente est nulle. Les spéculateurs cessent d'acheter des comics et les lecteurs se contentent d'un seul exemplaire.
Les effets de ce retournement de situation touchent tous les types d'entreprises liées à ce secteur. Le nombre des magasins commercialisant ces publications s'effondre : en 1996 il passe de 10 000 à 4 000. Les entreprises de distribution mettent la clé sous la porte les unes après les autres et en 1994, il reste seulement Diamond Comic Distributors. Quant aux éditeurs, beaucoup disparaissent dont Valiant Comics qui est racheté, en 1994, par Acclaim Entertainment pour utiliser les personnages dans des jeux vidéo.
En 1996, Marvel Comics est au bord de la faillite. L'entreprise doit son salut à une demande de mise sous protection du chapitre 11 de la loi sur les faillites des États-Unis. Cela ne l'empêche cependant pas d'être encore la première maison d'édition de comics. Image, de son côté, est déchirée, et deux fondateurs quittent l'entreprise : Rob Liefeld fonde sa maison d'édition Awesome Entertainment en 1997 et Jim Lee part avec ses créations pour DC Comics, qui devient l'éditeur de ses séries mais qui laisse Jim Lee au poste de directeur de collection. Cette crise sévère s'apaise finalement, mais les ventes ne connaissent plus les sommets du début des années 1990 ; elles reviennent au niveau des années 1980. Ainsi, en janvier 1998, Uncanny X-men ne se vend qu'à 154 000 exemplaires. En revanche, certains titres tirent profit de cette crise. Sandman a des chiffres de vente qui tournent autour de 100 000 exemplaires : il est à la 70e place dans classement des ventes. Lorsque survient l'effondrement des ventes, celles de Sandman ne bougent pas et il monte automatiquement dans le classement pour finir par dépasser les ventes de Superman et Batman.

### Importance des scénarios
Après la période d'euphorie et la crise qui lui succède, les éditeurs changent de stratégie et tentent de garder ou d'attirer des lecteurs qui achètent les comics pour leurs qualités intrinsèques et non pour spéculer. Cela se fait grâce à plusieurs moyens. Tout d'abord, une attention plus importante est portée au scénario. La collection Vertigo chez DC Comics avait montré la voie en promouvant les scénaristes anglais et une écriture originale. Après la crise, puisque le lecteur s'est lassé des comics qui n'étaient qu'images sans contenu, les éditeurs cherchent des scénaristes qui grâce à des histoires fortes donneront envie au lecteur de revenir le mois suivant pour acheter le nouvel épisode de la série qu'il suit. Ainsi, des scénaristes tels que Kurt Busiek ou James Robinson produisent des récits complexes qui s'attachent aux personnages et pas seulement aux combats des héros contre les vilains. Par ailleurs, des scénaristes de cinéma, de télévision, des romanciers sont appelés pour écrire des scénarios de comics. Ainsi Kevin Smith scénarise les aventures de Green Arrow pour DC et celles de Daredevil pour Marvel ; Joss Whedon poursuit le récit des aventures de Buffy contre les vampires en bande dessinée après l'arrêt de la série télévisée et Denise Mina reprend Hellblazer.

### Crossovers
Une autre façon de vendre des comics consiste à proposer des crossovers qui obligent à l'achat de plusieurs séries pour comprendre l'histoire. Ainsi Batman : Knightfall est une histoire qui compte 20 épisodes répartis sur quatre séries. Une variante de cela est la publication d'une mini-série qui peut se lire seule mais qui a des répercussions sur de nombreuses séries : ce fut le cas pour Infinity War, publiée par Marvel, à laquelle furent rattachées 19 séries. Les crossovers ont tendance à devenir un évènement habituel et permettent de raconter une histoire pendant des mois, touchant plusieurs séries et modifiant de façon importante l'univers des super-héros. Chez Marvel, chaque année amène son nouveau crossover qui touche l'ensemble de l'univers Marvel et dont les conséquences amènent le suivant. Ainsi, en 2004 est publié Secret War ayant des conséquences sur le crossover Secret Invasion quatre ans plus tard. En 2004-2005, Avengers Disassembled commence une série de crossovers qui s'enchaînent House of M (2005) puis Civil War (2006-2007), Secret Invasion (2008), Dark Reign (2009), Siege (2010) et Heroic Age (2010). D'autres éditeurs indépendants suivent parfois cet exemple et racontent une histoire mettant en scène plusieurs personnages de leur catalogue. Ainsi IDW a publié un crossover qui lie G.I. Joe et Transformers et Dynamite sort en juin 2012 un crossover mettant en présence Vampirella, Red Sonja, Allan Quatermain, etc.
Chez DC, l'univers des super-héros connaît une série de « crises » qui sont publiées chaque année de 2004 à 2008 : Identity Crisis (2004) se développe en Countdown to Infinite Crisis (2005), Infinite Crisis (2005-2006), 52 (2006-2007), Countdown to Finale Crisis (2007), Final Crisis 2008.
En 2009, un crossover met en avant Green Lantern : il s'intitule Blackest Night et donne naissance à celui de l'année suivante Brightest Day. Enfin, en 2011, Flash est à l'honneur avec le crossover Flashpoint qui est suivi en 2011-2012 de la recréation complète de l'univers DC. Toutes les séries recommencent alors avec un nouveau numéro 1. Ceci a pour but d'attirer de nouveaux lecteurs pouvant être désorientés dans un univers foisonnant, où tant de personnages se combattent, s'aiment, se trahissent et ce depuis tant d'années qu'il est malaisé de saisir immédiatement tous les ressorts de l'histoire.

### Recréations
Randy Duncan et Matthew J. Smith parlent d'un âge de la réitération pour caractériser cette période dans laquelle les héros sont constamment recréés. Ils le sont non seulement dans leur monde classique mais aussi dans des versions parallèles. Ainsi Marvel a créé une collection Ultimate dans laquelle les super-héros les plus importants ont de nouvelles origines placées dans le monde actuel ; il existe aussi une collection MAX avec un contenu plus adulte et une collection présentant les aventures des héros Marvel à destination des enfants, avec un graphisme inspiré des dessins animés.
Jean-Paul Gabilliet ne dit pas autre chose quand il remarque la propension des éditeurs à relancer leurs séries avec de nouveaux numéros 1. Ainsi en 1996, les séries Iron Man, Fantastic Four, Hulk et Captain America sont reprises par des transfuges d'Image Comics qui recréent les personnages éponymes pour les moderniser. Une variante de cette stratégie, qui doit permettre à de nouveaux lecteurs d'entrer dans une série sans avoir à connaître tout ce qui s'est passé depuis les années 1960, est de publier des miniséries racontant les origines d'un personnage. Jeph Loeb et Tim Sale reprennent Batman (Un long Halloween et Amère Victoire) et Superman (Superman for All Seasons) chez DC et Daredevil, Spider-Man, Hulk et Captain America chez Marvel pour à chaque fois raconter les premières années des héros.

### Chez les alternatifs
La crise des années 1990 n'a pas touché les auteurs et les éditeurs alternatifs de la même façon que ceux qui visent le grand public. En effet, les spéculateurs ne se sont pas tournés vers ce genre de comics et les amateurs de ce genre de bande dessinée sont restés après 1993. Cependant, l'alternatif a subi un contrecoup de la crise. En effet, de nombreux magasins ont fermé et les circuits de distribution se sont restreints. Les auteurs alternatifs rejettent le système mainstream avec ses histoires manichéennes, ses éditeurs qui s'emparent des droits des auteurs mais ils ont besoin de ce système pour survivre. Le gros du lectorat de comics achète des comics de super-héros et ce sont ces ventes qui permettent aux librairies spécialisées de vivre et de proposer des comics autres que le tout-venant. À partir des années 2000, les alternatifs trouvent un nouveau circuit qui complète celui des magasins spécialisés. Le format du roman graphique prend de l'importance et intéresse aussi les grands éditeurs. Dans ce cas, les romans graphiques sont des compilations de plusieurs épisodes de comics formant une histoire complète. Ces romans graphiques sont diffusés non seulement dans les magasins habituels mais se retrouvent aussi dans des librairies généralistes, qui y trouvent un moyen d'attirer des lecteurs plus jeunes. Pour les alternatifs, cette diffusion va de pair avec le développement de collaborations avec des éditeurs qui publient aussi des romans. Random House, W. W. Norton, Scholastic, Penguin et Simon and Schuster éditent tous des romans graphiques en 2005.

## Analyses

### Personnages

#### Des personnages plus sombres

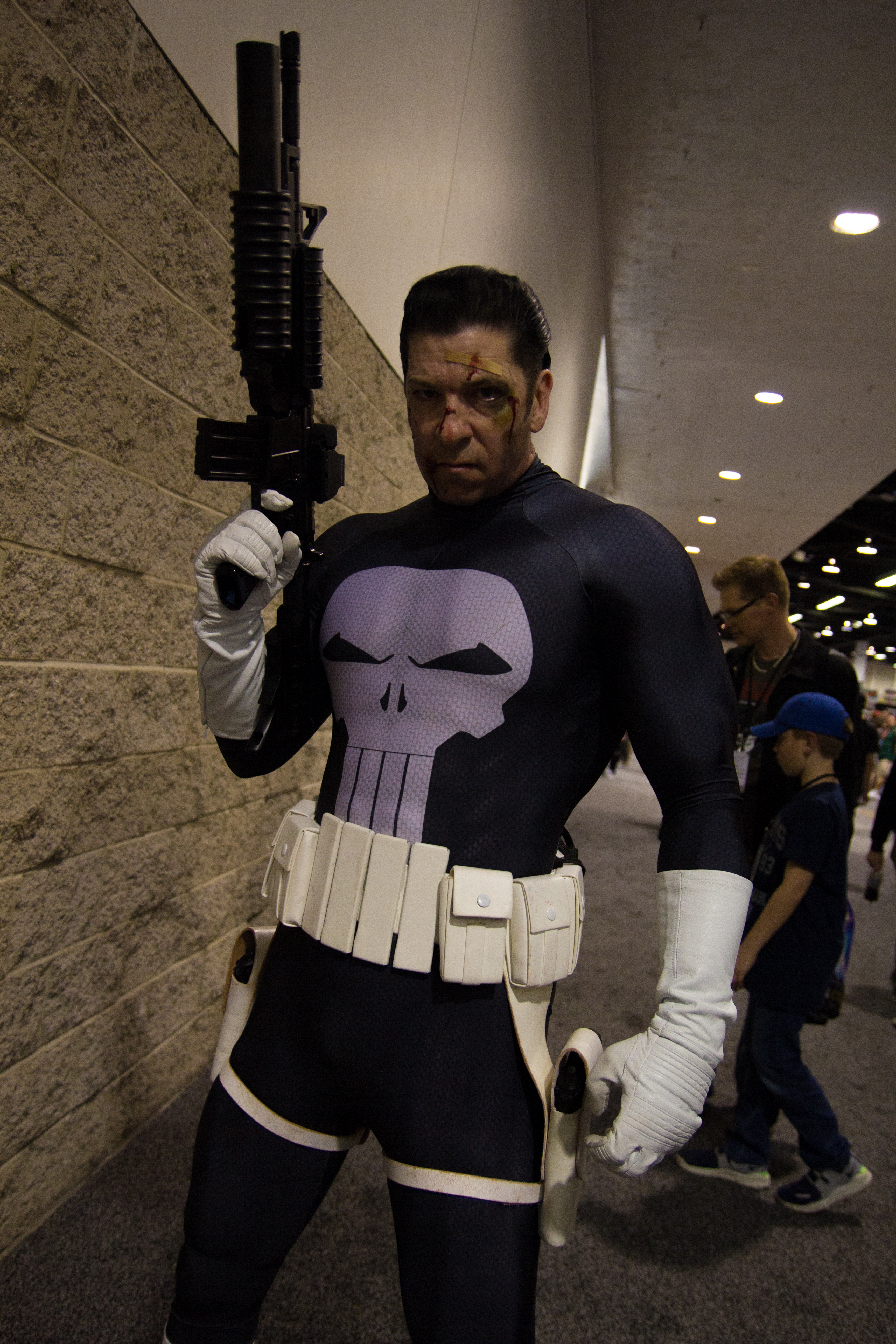
The Punisher, un justicier violent et à la morale discutable.

Le début de l'âge moderne des comics a souvent été considéré comme la période qui a vu passer les comics à l'« âge adulte » puisque les techniques narratives deviennent plus complexes, comme le montre la série Watchmen et que les personnages apparaissent plus sombres. Cependant, comme l'explique Shirrel Rhoades, en reprenant une étude universitaire, cela ne concerne finalement que les comics de super-héros. Le succès de Watchmen et Batman: Dark Knight pousse les éditeurs à créer des personnages ou à transformer ceux existants en développant leur psychologie et en les faisant plus sombres. À cette période sont souvent adjoints les adjectifs « grim and gritty » (« sinistre et réaliste »). Chez Marvel Comics, l'équivalent se trouve dans les personnages de Wolverine et du Punisher deux personnages à succès dont la morale est discutable.

#### Bad Girl Art

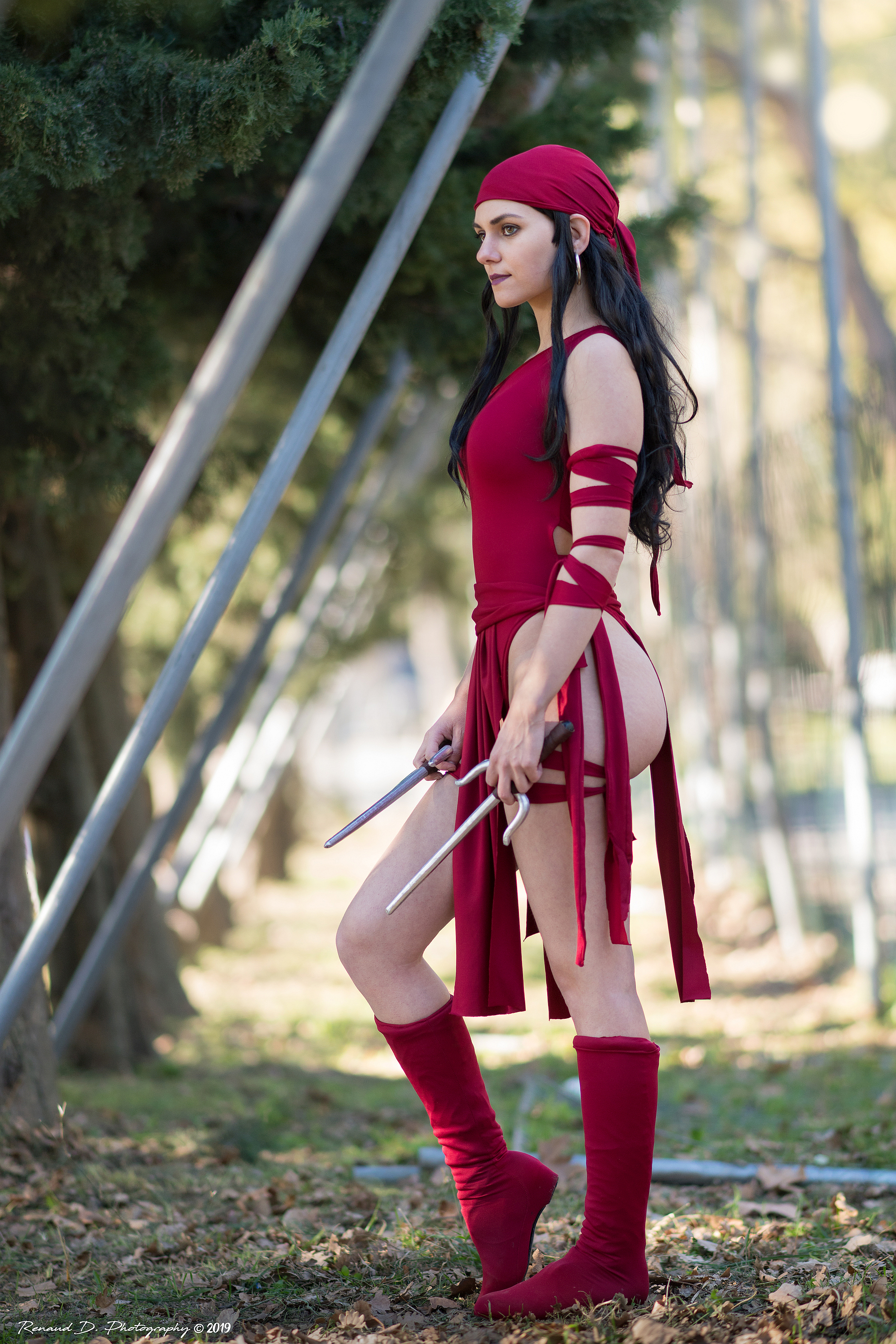
Elektra, le personnage qui a lancé la mode du Bad Girl Art.

La représentation des femmes a beaucoup évolué dans les années 1970. Auparavant les personnages féminins restent cantonnés à un rôle secondaire, éternelles fiancées du héros ; durant cette décennie elles accèdent à une nouvelle place dans les comics. Ainsi, les héroïnes sont capables des mêmes prouesses que les hommes et ont un caractère plus affirmé. Cette représentation continue dans les années 1980-1990 jusqu'à aboutir à ce qui a été nommé le Bad Girl Art, en référence au Good Girl Art (en) de la Seconde Guerre mondiale et de l'immédiate après-guerre. Le personnage lançant cette mode est Elektra créée au début des années 1980 par Frank Miller. Celle-ci est un personnage dangereux suivant une voie morale très personnelle. De nombreux autres personnages féminins vont suivre ce modèle mais la plupart y ajoutent une représentation dessinée caricaturale. Les caractères sexuels sont exagérés, les vêtements sont très courts et les positions sont parfois impossibles mais servent à souligner la sexualisation extrême de ces femmes. Ceci touche aussi bien les éditeurs grand public (Catwoman dessiné par Jim Balent ou Wonder Woman de Mike Deodato Jr.) que les indépendants (Lady Death chez Chaos! Comics ou Witchblade chez Image Comics).

### Auteurs

#### Droits d'auteurs
Au début de l'âge moderne, le droit des auteurs commence à être reconnu. Chez les éditeurs indépendants, qui suivent en cela les éditeurs underground, les auteurs restent propriétaires de leurs créations. Ils touchent aussi un pourcentage sur les ventes plus important que chez les éditeurs mainstream. Chez ces derniers, l'évolution est plus lente. Dans les années 1970, les dessinateurs gagnent le droit de garder leurs planches. Dans les années 1980 apparaissent des collections, comme Epic Comics chez Marvel, pour lesquelles les auteurs gardent leurs droits sur leurs créations. Chez DC, la collection Vertigo offre aussi cette possibilité. Cela aboutit chez ces grands éditeurs à l'existence de plusieurs collections pour lesquelles les auteurs gardent les copyrights sur leurs créations. Les sommes versées par les éditeurs sont dans ce cas plus importantes. Ainsi, DC accorde non seulement des royalties pour les scénaristes et les dessinateurs mais aussi pour les créateurs[Qui ?].

#### Place des autrices

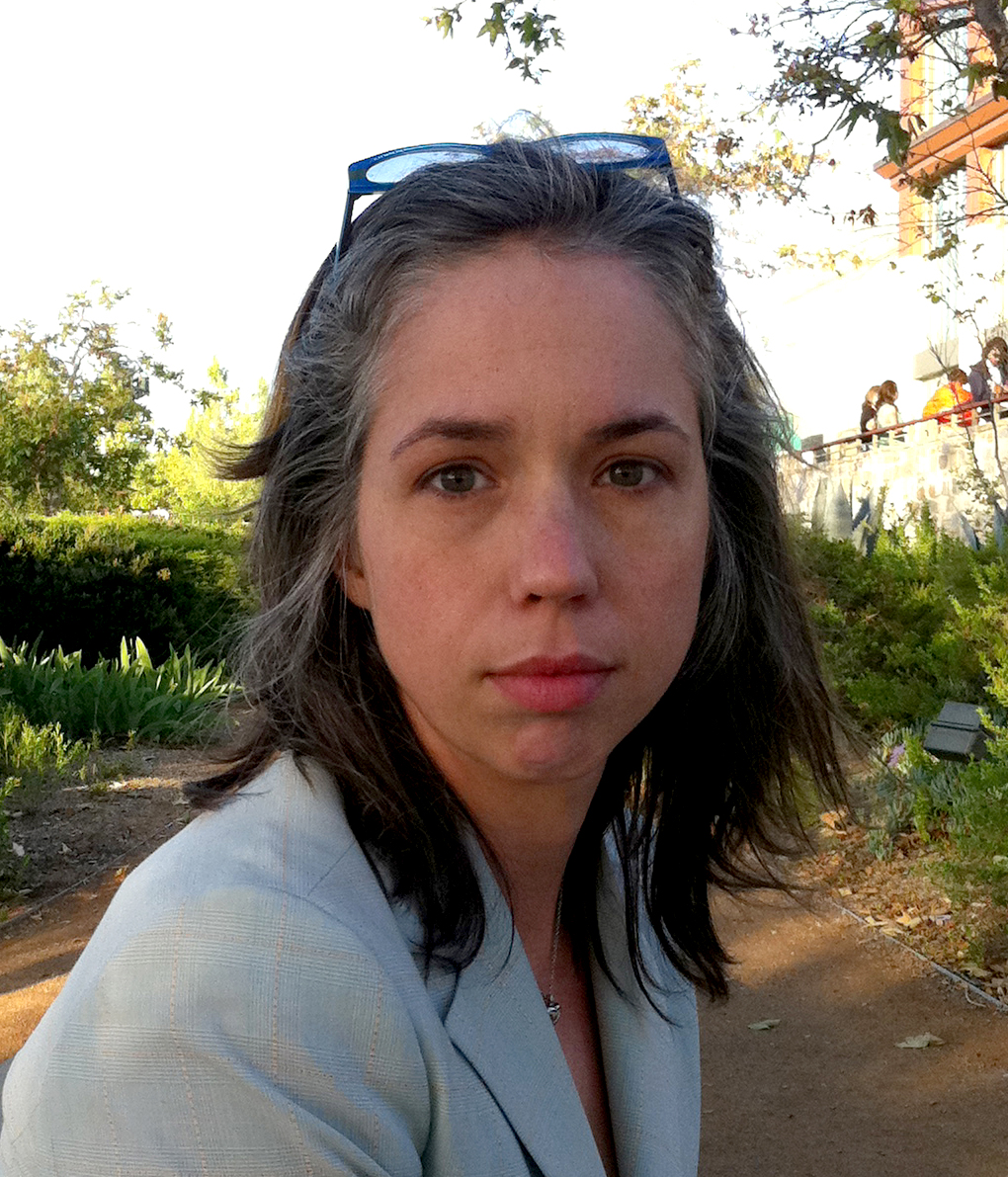
Jessica Abel.

Durant l'âge de bronze des comics, peu d'autrices travaillent pour les grandes maisons d'édition. Elles sont proportionnellement plus nombreuses dans les comics underground, où elles peuvent imaginer des histoires dont les sujets touchent plus le public féminin et sont plus souvent féministes. Durant l'âge moderne, de nouvelles autrices prennent le relais comme Julie Doucet avec Dirty Plotte ou Roberta Gregory, qui crée le personnage de Bitchy Bitch dans Naughty Bits. Des auteurs comme Jaime et Gilbert Hernandez, avec Love and Rockets inscrivent aussi un message féministe dans leurs comics. Malgré la diversité des histoires et des styles, les comics féminins portent tous, selon Paul Williams, la volonté d'être non seulement un témoignage contre les violences quotidiennes que subissent les femmes mais aussi un refus de laisser la situation perdurer.
Les auteurs de comics underground se sont appuyés sur un système de distribution indépendant afin que leurs œuvres puissent atteindre leurs lecteurs. Dans les années 1990, des autrices font de même pour que leurs comics féministes touchent des lectrices. Liées au mouvement musical Riot grrrl, elles proposent des bandes dessinées photocopiées à quelques dizaines d'exemplaires et distribuées sur commande ou dans des librairies spécialisées ou chez des disquaires. Un des éléments essentiels de ce mouvement est le refus d'être soumis à une bienséance patriarcale et de s'exprimer librement sur les sujets désirés. Bien que ce refus des règles imposées par un système masculin empêche une diffusion à grande échelle des comics, certaines autrices parviennent à la notoriété comme Jessica Abel. Celle-ci commence à autoéditer un minicomics intitulé Artbabe avant que celui-ci soit repris par l'éditeur alternatif Fantagraphics.
Ce mouvement peu mis en lumière, héritier en partie des autrices de comics underground, n'est pas le seul outil employé pour lutter contre la domination masculine. D'autres personnalités, comme les membres de Friends of Lulu, cherchent au contraire à s'imposer dans les comics mainstream afin d'augmenter le nombre de lectrices et d'autrices.

### Lectorat
Dans les années 1990, une étude commandée par DC Comics décrit le lecteur moyen des comics avec ces mots : « 24 ans, homme et très instruit »,. Le temps où les comics étaient placés sur des tourniquets couronnés du slogan « Hey Kids! Comics », car ils s'adressaient aux enfants, est loin. En revanche, un aspect semble figé dans ces années 1990. Le lectorat apparaît essentiellement masculin. Alors que jusque dans les années 1970, les jeunes filles lisent autant les comics que les jeunes garçons, la disparition progressive des comics dans les drugstores ou les grandes surfaces au profit de magasins spécialisés entraîne le départ des lectrices. Les comics de la collection Vertigo sont parmi les premiers à renouer les liens avec des jeunes femmes. Non seulement, ils n'ont pas pour personnages principaux des super-héros, mais en plus ils présentent des personnages féminins complexes et surtout, d'après Karen Berger, ils s'intéressent plus aux émotions. Depuis les années 2010, les lectrices reviennent et les statistiques montrent qu'en 2014 la part du lectorat qui augmente le plus est celui des femmes entre 17 et 33 ans.

### Reflets de la société américaine
Les comics ont toujours été l'écho de la société américaine et les sujets de société y trouvent leur place. Au fil des années, le Comics Code a plusieurs fois déjà été réécrit et les auteurs des comics grand public n'hésitent pas à critiquer le mode de vie américain. Cependant, c'est l'abandon du code pour certaines séries qui permet d'aborder plus frontalement des sujets qui jusque là étaient seulement évoqués.

#### LGBTQ
DC en janvier 1988 présente Extraño, un super-héros qui reprend le stéréotype de l'homosexuel extraverti mais dont l'orientation sexuelle n'est jamais énoncée clairement. En revanche, dans la série Sandman, les personnages homosexuels sont présentés comme tels. Il faut attendre 1992 pour qu'un personnage d'une grande maison d'édition affirme clairement son homosexualité. Dans le numéro 106 d’Alpha Flight, Vega crie en combattant le super-vilain « I am gay ». L'importance de cet évènement est soulignée par des journaux comme le New York Times, qui explique que « la révélation de Vega sera un jour vue pour ce qu'elle est : le signe bienvenu de changements dans la société »,. Vega est aussi le premier super-héros homosexuel à se marier avec une personne du même sexe. En juin 2012, dans le numéro 51 d’Astonishing X-men, il épouse son compagnon Kyle Jinadu. Chez DC, plusieurs héros sont depuis la fin des années 1990 ouvertement homosexuels, et c'est chez cet éditeur qu'on trouve pour la première fois une super-héroïne lesbienne, Batwoman, qui a son propre comics.
Des personnages trans ou non-binaires sont aussi des héros de comics ou de webcomics. Chez Marvel Comics, Sera, assignée homme dans son royaume, s'affirme femme après l'intervention d'Angela avec qui elle vit ensuite en couple. Mais on trouve aussi des personnages plus réalistes dans Backstagers  publié par Boom! Studios ou des personnages dans des comics pour enfants comme Cucumber Quest.

#### MouvementMeToo
Les changements dans les attentes d'une partie de la société américaine et la recherche d'un nouveau lectorat amènent les éditeurs à une évolution dans leur politique. Ainsi en 2014, Marvel met en avant des autrices et les héroïnes ainsi que des artistes ou des personnages issus des minorités avec pour slogan « All-New, All-Different ». Cependant, des lecteurs dénoncent cette ligne éditoriale, ce qui amène Marvel à abandonner en mars 2017 le projet.
Le mouvement MeToo touche aussi les comics. Ce sont plutôt des auteurs ou des éditeurs qui sont accusés de harcèlement sexuel, alors que dans le même temps des autrices sont vilipendiées sur les réseaux sociaux. Le cas le plus médiatisé a lieu à l'été 2017 lorsque des autrices de Marvel sont victimes de harcèlement sur Internet. Cette attaque violente contre la diversité dans les comics a depuis été nommée Comicsgate. Si plusieurs scénaristes et dessinateurs ont pris parti contre ce mouvement, Marvel, comme la majorité des éditeurs, s'est abstenu de tout commentaire.
Dans les conventions aussi, le harcèlement dont sont parfois victimes les cosplayers a été révélé, et des actions sont menées pour que les femmes déguisées ne subissent plus les gestes déplacés de certains visiteurs. Enfin, même si Metoo n'est pas un sujet de comics, les effets de cette prise de parole des femmes se voient dans quelques comics. Ainsi, Cecil Castellucci présente sa mini-série Female Furies comme un écho aux changements dans la société américaine sur le sujet du consentement des femmes et Speak de Laurie Halse Anderson traite du viol et de la difficulté à en parler.

#### Minorités ethniques
Au cours des décennies, les Afro-Américains ont accédé à une plus grande visibilité dans les comics, et, dans les années 1970, des comics dont le personnage principal est un super-héros noir arrivent sur les présentoirs. En 1993, Milestone Media, une société fondée par des artistes afro-américains, dont Dwayne McDuffie et Denys Cowan, est la première à proposer des comics créés par des auteurs noirs et dont les personnages le sont aussi. Milestone Media est soutenu par DC Comics, mais un mois après, un nouvel éditeur indépendant, ANIA, lance aussi plusieurs séries dont les héros sont des Afro-américains ou des Africains. Si Milestone dure jusqu'en 1997 et si ses personnages réapparaissent parfois dans l'univers DC, ANIA disparaît très rapidement puisqu'aucun de ses comics ne dépasse le premier numéro. Fondé en 2013, le mouvement Black Lives Matter trouve un écho dans les comics. En 2020, l'association des bibliothèques américaines établit une liste de romans graphiques sur cette thématique et, en mars 2021, les héros de Milestone reviennent : l'origine de leurs pouvoirs est alors liée à une manifestation de Black Lives Matter contre les violences policières. DC par ailleurs soutient ce mouvement en diffusant gratuitement le webcomics Represent!, dont le premier épisode, It's a Bird, écrit par Christian Cooper traite de ce sujet et dont les dernières pages relatent, sans images, les morts de plusieurs personnes noires, dont Amadou Diallo, Breonna Taylor et George Floyd, tuées par la police.
À une échelle moindre, les auteurs américains d'origine asiatique font aussi plus entendre leur voix depuis les années 2010. Alors que durant des décennies, ces auteurs sont très peu nombreux et que les représentations des Asiatiques sont le plus souvent caricaturales, certains cherchent à dépeindre pendant les années 2010 des personnages asiatiques plus réalistes, que cela soit dans des comics grand public ou des indépendants plus confidentiels.

### Techniques d'impression

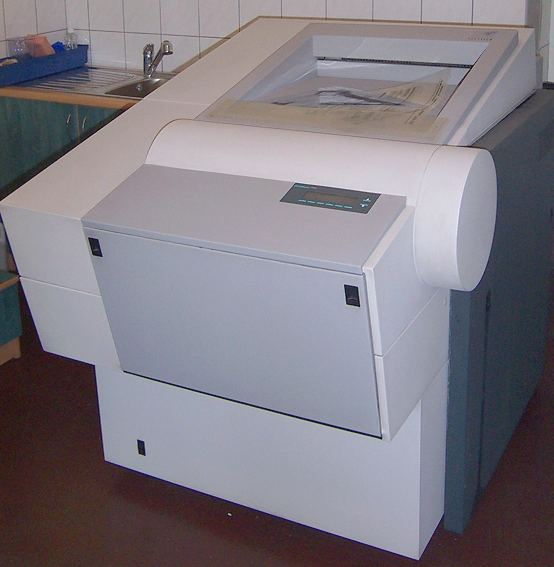
Exemple de flasheuse.

Les évolutions technologiques dans le domaine de l'impression ont un impact sur la création des comics. Si l'édition offset est la norme depuis les années 1950, l'arrivée du numérique fait évoluer la colorisation et l'impression des magazines. Les maisons d'édition les plus importantes créent un département pour une mise en couleur informatisée et les imprimeurs passent aussi au numérique lors du flashage. Le passage à l'informatisation de la mise en couleur devient un moyen de se distinguer et d'attirer les lecteurs. En 1992, les six fondateurs d'Image Comics quittent Marvel Comics et choisissent Malibu Comics comme imprimeur et distributeur : ils le font en partie parce que cette entreprise est une des rares maison d'édition à déjà utiliser l'ordinateur pour la colorisation des comics.

## Les autres formats

### Romans graphiques
Les premiers romans graphiques datent des années 1970, mais c'est seulement en 1978 avec Un pacte avec Dieu de Will Eisner que le terme se généralise pour décrire des récits longs mais complets, comprenant plusieurs dizaines de pages. Après leur succès dans un format comic book, The Dark Knight Returns et Watchmen sont chacun réédités en roman graphique. Maus est lui aussi un recueil des planches prépubliées pour l'essentiel dans la revue RAW. Dans ce format qui permet de maintenir des ventes sur une longue période, au contraire des comic books, les profits restent appréciables. Jusqu'au milieu des années 1990, les ventes sont cependant freinées par les politiques des éditeurs. En effet, les libraires sont obligés de prendre plusieurs exemplaires lorsqu'ils veulent commander un roman graphique avec le risque que celui-ci ne se vende pas. Au milieu des années 1990, DC Comics accepte de livrer les romans graphiques à l'unité. Les libraires peuvent donc commander le nombre exact qui répond aux demandes des lecteurs. Cela amène une multiplication de livres de bandes dessinées vendus dans les magasins spécialisés mais aussi dans les librairies. Des éditeurs comme Doubleday ou Pantheon Books signent des accords avec des auteurs ou des éditeurs pour publier des romans graphiques. Les ventes sont dans un premier temps très satisfaisantes avant de se tasser, surtout au moment de la récession du début des années 1990. Le format peut aussi bien être utilisé par un auteur alternatif que par les éditeurs grand public pour compiler une aventure, s'étalant sur plusieurs épisodes, d'un super-héros quelconque. La disparition d'éditeurs et l'effondrement du nombre de lecteurs limitent le nombre de romans graphiques publiés. Par la suite, les ventes augmentent régulièrement.

### Comic strips
Les comic strips comme les comic books connaissent une chute de leur lectorat. La cause première tient à la crise de la presse écrite. En 1920, 2 398 quotidiens étaient distribués dans tout le pays et, en 2009, il n'y en a plus que 1 422, alors que la population américaine a triplé entretemps. De plus, la place qui est accordée aux strips se réduit et de moins en moins de journaux en publient. Une conséquence de cette crise est la disparition des strips d'aventure qui ont besoin de plus d'espace pour se développer. Ils sont quasiment tous remplacés par les strips humoristiques, qui parviennent avec un dessin de plus en plus simple dans de moins en moins d'espace à toucher immédiatement le lecteur.

#### Bandes politiques

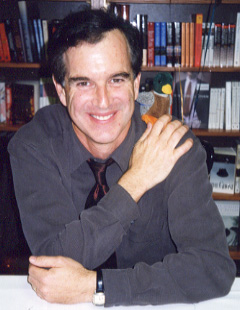
Garry Trudeau, auteur du strip politique Doonesbury.

Parmi les strips humoristiques, les strips politiques tendent aussi à disparaître. Le succès de Doonesbury depuis les années 1970 est l'exception qui cache mal ce phénomène. D'autres auteurs insèrent parfois une critique de la société américaine et de son personnel politique, mais de moins en moins directement. Le dessin politique qui souvent commentait l'actualité en première page a tendance à disparaître, et les auteurs en viennent à réaliser des strips où l'analyse politique, entendue dans un sens large, refait surface de temps en temps. C'est ainsi le cas pour Jeff MacNelly qui dans Shoe se moque des travers de la presse grâce à son personnage principal, Shoe, un oiseau journaliste. Doug Marlette avec Kudzu, Mike Peters avec Grimmy et Jim Borgman avec Zits créent chacun une œuvre qui n'est pas par essence une satire mais dans laquelle se dessine une mise en question du mode de vie américain. Ils renouent ainsi avec le dessin politique qui a valu à MacNelly, Marlette et Peters le prix Pulitzer du dessin de presse. Enfin, bien qu'elle ne soit pas à proprement parler une série politique, Dilbert de Scott Adams dresse un tableau caustique du monde du travail. Ce strip diffusé nationalement dans de nombreux journaux est aussi le premier de ce type à paraître sur internet.

#### D'autres humoristes
D'autres auteurs connaissent un très grand succès comme Bill Watterson avec Calvin et Hobbes ou Patrick McDonnell avec Mutts. Le premier est un strip familial dans lequel l'enfant, Calvin, discute avec son tigre en peluche Hobbes. Le strip, qui dure dix ans, est arrêté en 1995 selon la volonté de Watterson. Celui-ci reçoit de nombreux prix, dont le prix Harvey du meilleur comic strip chaque année de 1990 à 1996 et le Grand prix de la ville d'Angoulême en 2014. Le second est un strip animalier créé en 1994 et considéré par Charles Schulz comme « l'un des meilleurs comic strips de tous les temps ». Diffusé dans 700 quotidiens, il vaut à son auteur Patrick McDonnell de nombreuses récompenses, dont le Reuben Award en 1999 et plusieurs fois un Harvey Award.

### Comics sur le web

#### Webcomics
Un nouveau format est apparu dès le milieu des années 1980 pour diffuser des bandes dessinées. Grâce aux réseaux, d'abord CompuServe puis Internet, des auteurs parviennent à toucher des lecteurs sans se soucier de l'impression et de la diffusion de leurs œuvres. Le premier auteur à ouvrir cette voie est Eric Millikin qui en 1985 crée Witches and Stitches le premier comics diffusé en ligne grâce à CompuServe. En 1993 apparaissent quasi-simultanément les deux premiers webcomics disponibles sur le web : Netboy de Stafford Huyler et Doctor Fun de David Farley. Depuis, de nombreux artistes choisissent de diffuser leurs créations grâce à Internet et par ce biais acquièrent une renommée leur permettant d'éditer au format papier leurs œuvres. Ainsi, par exemple, Le Cancer de maman de Brian Fies est d'abord produit sous la forme d'un webcomic, ce qui lui vaut un Harvey Award en 2005, avant d'être publié par la maison d'édition Harry N. Abrams.
Inversement, les éditeurs de comics diffusent les œuvres papier sur Internet, que ce soit DC Comics, Marvel, Top Cow, Boom, etc..

#### Webtoons
Au milieu des années 2000, en Corée du Sud, apparaissent les webtoons, des plateformes qui proposent des bandes dessinées d'auteurs indépendants. Ces plateformes ne sont pas des éditeurs et n'ont aucun droit d'auteurs sur les contenus. Ces plateformes prennent de l'importance et la création d'applications dédiées à la lecture la multiplie encore plus au point qu'en Corée, elles font chuter la diffusion des manhwas publiés au format papier. Le développement des webtoons leur permet de toucher les autres pays comme les États-Unis : la société Webtoon y arrive en 2014 et pour cette seule société le nombre de lecteurs américains est évalué à dix millions. Si dans un premier temps, ce sont des contenus coréens traduits qui sont proposés, des œuvres originales américaines sont maintenant disponibles. Des auteurs indépendants comme Dean Haspiel mais aussi des éditeurs importants comme DC Comics ou Top Cow, y trouvent de nouveaux débouchés et peuvent toucher un lectorat plus jeune et plus féminin qui s'est retrouvé écarté des comics au format papier.

## Reconnaissances

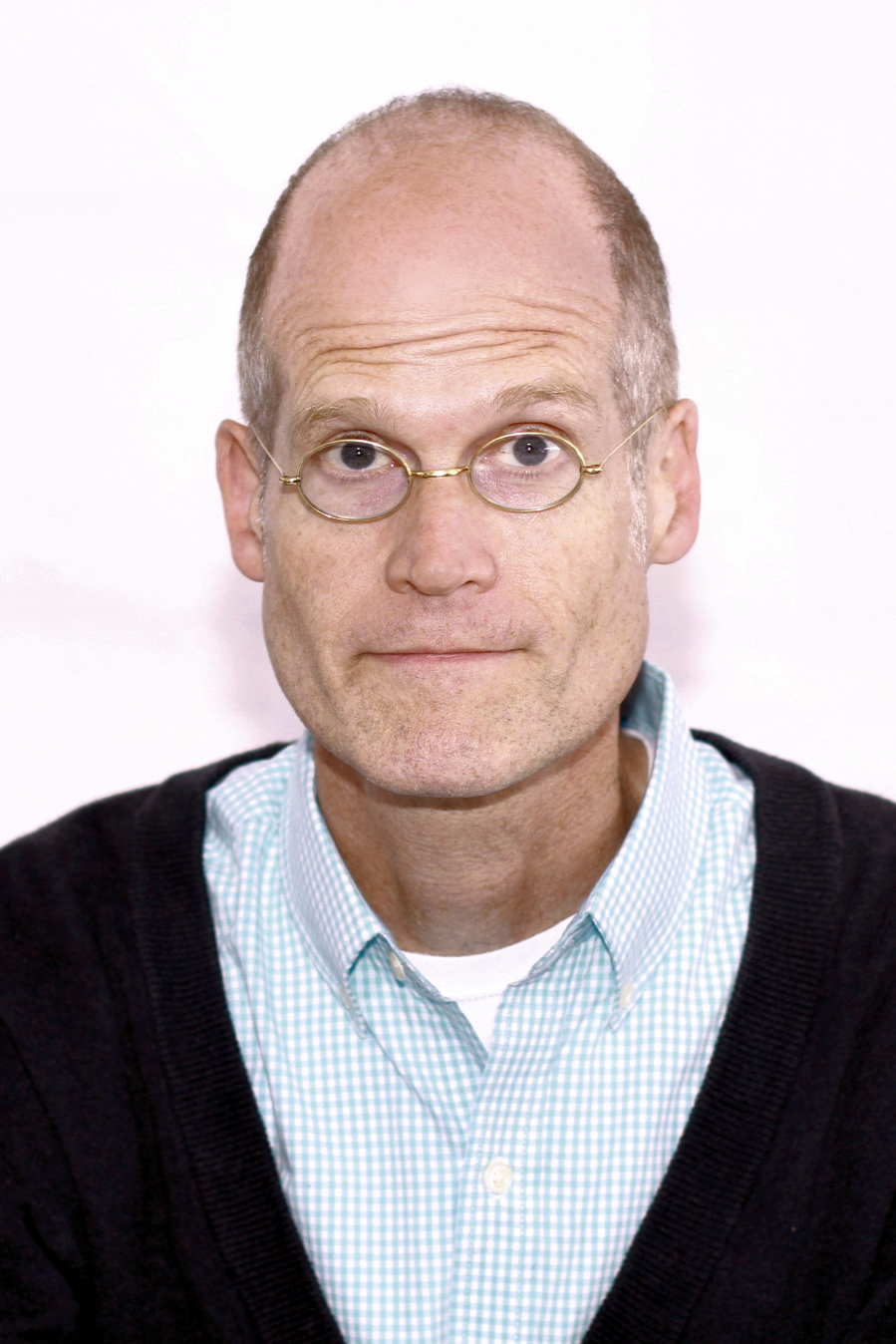
Chris Ware, dernier récipiendaire en date du Grand prix de la ville d'Angoulême.

La bande dessinée dans les années 2000 trouve sa place dans les bibliothèques publiques. Un changement dans le système de distribution permet à celles-ci de commander directement un seul exemplaire d'un roman graphique ; auparavant elles devaient passer par les magasins de comics. Ceux-ci de plus étaient obligés par les éditeurs à commander plusieurs exemplaires de ces romans graphiques alors que les ventes n'étaient pas du tout assurées. À partir du moment où DC Comics accepte de livrer une commande avec un seul roman graphique, ces derniers ont plus souvent été commandés pour répondre à des demandes précises de lecteurs et les bibliothèques en profitent. En effet, elles n'ont pas à passer par des librairies spécialisées mais peuvent commander directement auprès de l'éditeur. Dès lors, ces recueils de bandes dessinées circulent beaucoup plus et les emprunts en bibliothèque augmentent. En 2002, la proportion de bandes dessinées dans les bibliothèques est celle qui parmi les livres a le plus augmenté.
Parallèlement à cette entrée dans les bibliothèques, les comics gagnent en reconnaissance aussi grâce à la critique littéraire. Si les aventures des super-héros ont longtemps été ignorées, les romans graphiques alternatifs se font remarquer par les sujets qu'ils traitent comme Palestine, reportage dessinée sur la situation des Palestiniens, de Joe Sacco ou les romans graphiques semi-autobiographiques de Will Eisner.
Enfin, des travaux universitaires se penchent sur les comics et analysent différents aspects de cette littérature populaire. Ainsi, l'université du Massachusetts en 1988 organise un colloque pendant trois jours avec pour invité Will Eisner. Par ailleurs, l'université du Mississippi publie une collection d'ouvrages consacrés aux comics.
Cela s'accompagne par des prix littéraires en dehors de ceux décernés lors de festivals de bande dessinée. Neil Gaiman et Charles Vess reçoivent en 1991 le World Fantasy Award et, en 1992, Art Spiegelman un Pulitzer pour Maus. À l'étranger aussi, la bande dessinée américaine est récompensée. Chris Ware reçoit en 2001 le Guardian First Book Award pour Jimmy Corrigan: The Smartest Kid on Earth. Cette série est aussi récompensée au festival d'Angoulême en 2003. Le festival d'Angoulême a d'ailleurs récompensé de nombreux auteurs américains : Robert Crumb en 1999, Art Spiegelman en 2011, Bill Watterson en 2014, Richard Corben en 2018 et Chris Ware en 2021.

## Liens avec les autres médias

### Licences
Même si les ventes des comics restent faibles au début du XXIe siècle, les éditeurs ont trouvé le moyen de gagner de l'argent en utilisant leurs créations dans d'autres médias, qu'il s'agisse de films, de séries télévisées, de dessin animées, ou encore de jeux de consoles. Les personnages sortent des pages des comics pour orner des confiseries ou apparaître dans des jeux vidéo. Le développement du direct market et des magasins spécialisés dans les comics ont permis cette multiplication des objets à l'effigie des héros de papier.

### Audiovisuel

#### Du papier à l'écran
Les comics ont eu, pratiquement dès leur apparition, des liens importants avec les autres médias. Ils sont adaptés à la radio, en sérials ou en longs métrages au cinéma, en dessins animés ou en séries à la télévision. Même un auteur underground comme Robert Crumb voit une de ses œuvres, Fritz le chat, transposée avec succès en long métrage d'animation par Ralph Bakshi.

##### DC Comics

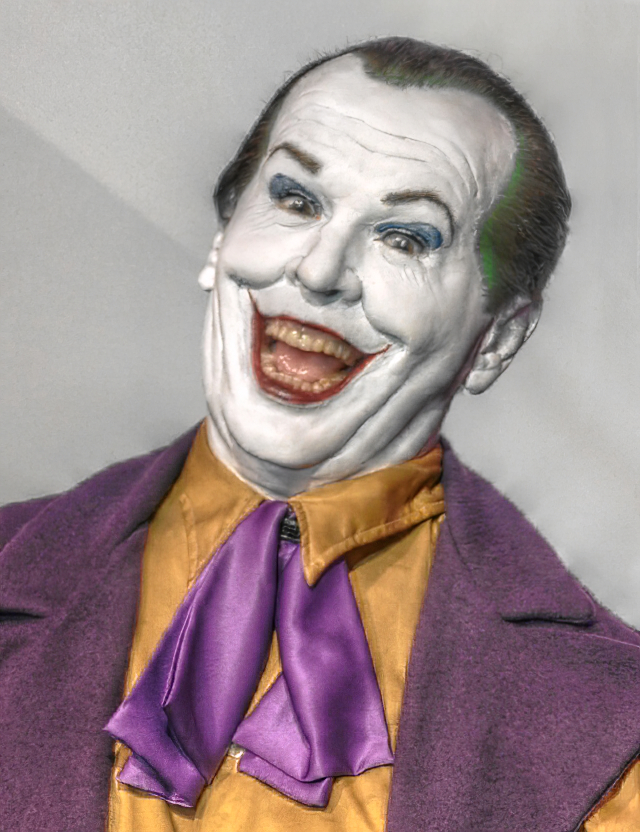
Statue de cire de Jack Nicholson dans son rôle du Joker.

Alors qu'il n'y avait eu que deux films adaptant les comics de DC depuis sa fondation, à partir de la fin des années 1970, leur production augmente considérablement, entraînée par le succès de Superman de Richard Donner et ses suites qui attirent des millions de spectateurs. L'âge moderne n'est pas en reste puisqu'en 1989 sort Batman de Tim Burton, qui connaît plusieurs suites. Batman revient à partir de 2005 dans une trilogie réalisée par Christopher Nolan. Il est suivi par Watchmen : Les Gardiens de Zack Snyder en 2009, Green Lantern de Martin Campbell en 2011 et Man of Steel, reprise de Superman, de Zack Snyder en 2013. Ce dernier devient le responsable de l'univers cinématographique DC et impose une vision sombre des super-héros. Or, ce choix, qui dénature le caractère des personnages des comics comme Superman, ne satisfait pas les critiques et les spectateurs. Les résultats sont donc mitigés, même si les recettes sont satisfaisantes. DC peine à créer un univers partagé comme le fait Marvel. Finalement, la stratégie évolue et plutôt que de créer à tout prix un univers cohérent de film en film, Warner tend à privilégier des films uniques s'appuyant sur les personnages et une histoire. Lorsque le succès est au rendez-vous, des suites peuvent alors être mises en production. De cet ensemble de films se distingue Joker, qui dépasse le milliard de recettes et remporte de nombreux prix dont le lion d'or à la Mostra de Venise 2019.
Sur le petit écran aussi, les héros de DC sont présents. On trouve ainsi des séries comme Flash en 1990-1991, Loïs et Clark : Les Nouvelles Aventures de Superman en 1993-1997, Smallville en 2001-2011. Des dessins animés renforcent cette présence comme Batman en 1992. Cette série créée par Bruce Timm est considérée comme l'une des meilleures séries animées et après 4 saisons amène la création d'autres séries dont Batman Beyond et La Ligue des justiciers.
Depuis 2012 et la diffusion de la série Arrow, plusieurs séries en prise de vue réelle ou en animation et mettant en scène des super-héros de DC sont diffusées et forment l'arrowerse. À Arrow s'est ajouté Flash, Constantine, Supergirl, Legends of Tomorrow, Black Lightning, Batwoman et Superman & Lois.

##### Marvel Comics

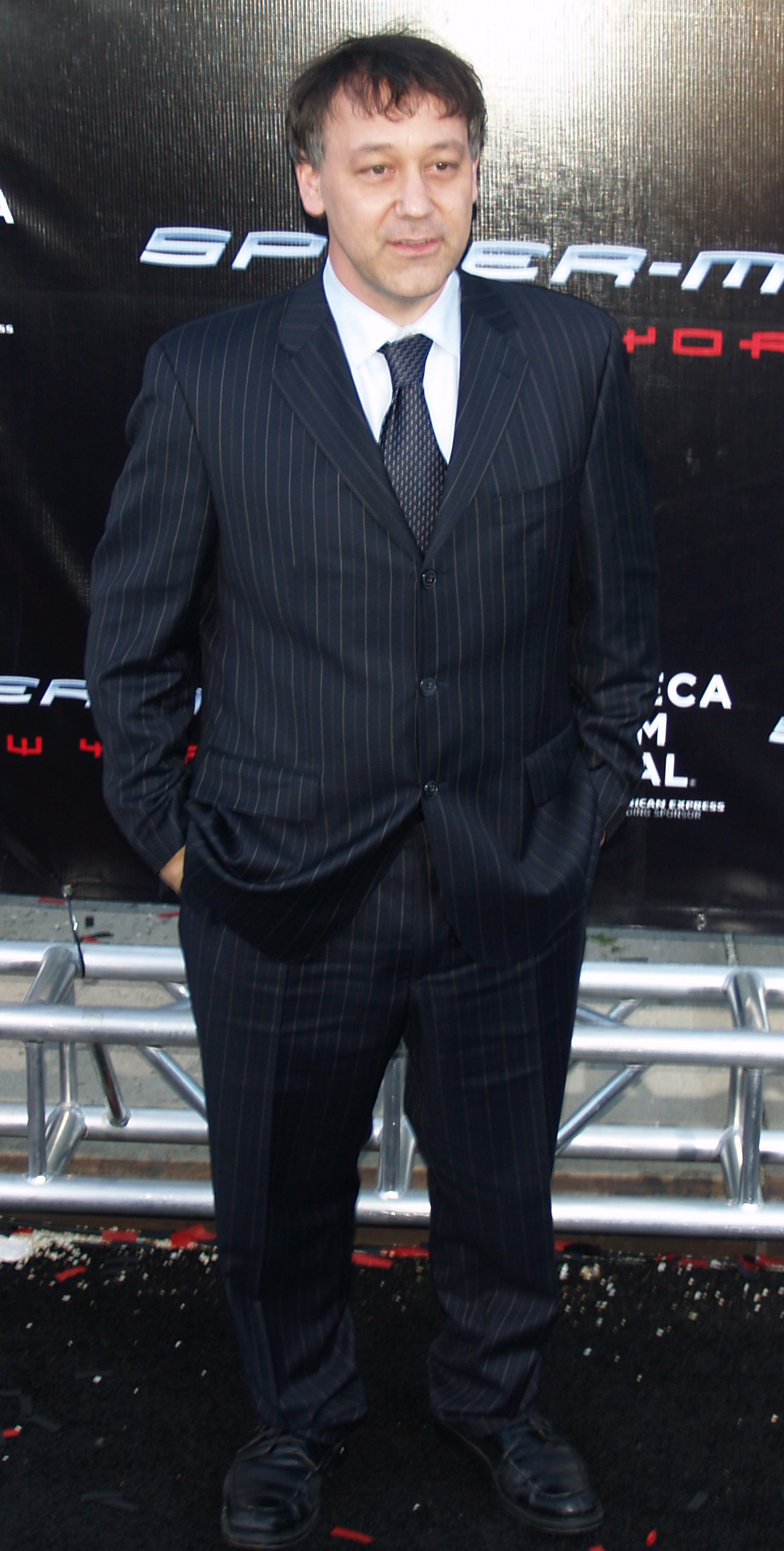
Sam Raimi à l'avant-première parisienne de son film Spider-Man 3, en avril 2007.

Dans le même temps, Marvel Comics n'est pas en reste mais d'abord avec beaucoup moins de succès. En effet, Howard... une nouvelle race de héros (1986) est un échec commercial et critique, Punisher et Captain America sortent directement en vidéo et The Fantastic Four, tourné en 1994, n'est jamais distribué. Il faut attendre 1998 pour qu'une adaptation soit enfin une réussite grâce à Blade, suivi de Blade 2 en 2002 et Blade: Trinity en 2004. Deux ans plus tard, sort le film X-men, réalisé par Bryan Singer, dont les recettes s'élèvent à 296 millions de dollars et qui lui aussi amène plusieurs suites. Une autre star de Marvel arrive sur les écrans en 2002 avec Spider-Man, suivi de Spider-Man 2 en 2004 et Spider-Man 3 en 2007, tous réalisés par Sam Raimi. Dans les années 2010, Marc Webb propose une autre version du héros. Dans les années 2000, de nombreux héros Marvel sont adaptés : Hulk et Daredevil en 2003, les Quatre Fantastiques en 2005, Ghost Rider.
La production cinématographique de Marvel connaît un tournant important en 2008. En 1993, Marvel a fondé Marvel Films qui devient par la suite Marvel Studios. Marvel doit d'abord récupérer les droits de personnages cédés à d'autres sociétés et c'est seulement en 2008 que la société peut sortir son premier film, Iron Man. Le succès de ce film permet la fondation de l'univers cinématographique Marvel. Trente-trois films et de nombreuses séries live-action et animées font partie de cet univers cohérent conçu comme le pendant des comics. Cette stratégie porte ses fruits jusqu'à Avengers: Endgame qui devient le film le plus lucratif de l'histoire du cinéma avec des recettes s'élevant à plus de 2,79 milliards de dollars.
L'univers cinématographique Marvel s'étend ensuite sur petit écran avec de nombreuses séries lancées à partir de 2013. Marvel : Les Agents du SHIELD est la première diffusée de 2013 à 2020 sur ABC. Viennent ensuite Agent Carter et Inhumans toujours sur ABC, Daredevil, Iron Fist, Luke Cage, The Defenders sur Netflix, Helstrom et Runaways sur Hulu, Cloack and Dagger sur Freeform. Depuis 2009, Marvel est la propriété de The Walt Disney Company. En 2019, Disney lance une nouvelle plate-forme de vidéo à la demande nommée Disney+ sur laquelle de nouvelles séries appartenant à l'univers cinématographique Marvel sont diffusées : WandaVision, Falcon et le Soldat de l'Hiver et Loki.

##### Indépendants
Les auteurs de comics indépendants parviennent aussi parfois à traduire leurs œuvres à l'écran. Cela peut amener des succès importants comme celui des Tortues Ninja qui sont les héros d'une série animée puis de trois films. D'autres adaptations sont aussi un succès comme The Crow d'Alex Proyas avec Brandon Lee tirée d'un comics de James O'Barr publié par Caliber Comics ou Men in Black inspiré du comics publié par Aircel. À côté de cela, des adaptations échouent à trouver leur public comme Barb Wire. Ce film inspiré d'une série publiée par Dark Horse ne rapporte que 3.8 millions de dollars pour un budget de 9 millions. Dark Horse a dès ses débuts eu des liens étroits avec le cinéma en ayant les droits de films comme Alien, Predator, Robocop puis Star Wars mais aussi en coproduisant des films inspirés des comics. Timecop et The Mask en 1994 sont des premiers succès. Ce dernier est ensuite adapté en série animée. D'autres réussites suivent comme Hellboy et Hellboy 2 (2008) réalisés par Guillermo del Toro, Sin City coréalisés par Frank Miller, l'auteur du comics.
Image Comics est aussi un éditeur qui publie de nombreuses œuvres adaptées par la suite. WildCATS est la première série à quitter les pages de comics et arrive sous la forme d'une série animée en 1994. En effet c'est d'abord à la télévision que les héros d'Image arrivent comme The Maxx ou Savage Dragon. Au cinéma sort en 1997 Spawn premier film à mettre en scène un super-héros noir. Mais c'est sur le petit écran qu'une adaptation de comics publié par Image a le plus de succès. The Walking Dead commence en 2010 et compte dix saisons. Le point de départ du comics et de la série est le même, mais ils ont, depuis, beaucoup divergé.
Des comics alternatifs connaissent aussi une adaptation. Certains parviennent à connaître un succès critique ou public sur grand écran. Parmi ceux-ci se retrouvent les comics de Daniel Clowes, qui sont à l'origine des films Ghost World, Art School Confidential et Wilson, From Hell d'Alan Moore et American Splendor d'Harvey Pekar.

#### De l'écran au papier
Les adaptations de films en comics sont apparues bien avant l'âge moderne ; Gold Key était même une maison d'édition spécialisée sur ce segment. À partir de la fin des années 1980, Dark Horse Comics publie des adaptations de Alien, Predator, Star Wars, Robocop, Terminator. Fort de ces licences, Dark Horse mêle les univers dans des crossovers comme RoboCop versus The Terminator scénarisé par Frank Miller et dessiné par Walt Simonson ou Alien vs. Predator qui est à l'origine du film homonyme.
DC Comics connaît aussi ce va-et-vient entre les médias. Les dessins animés créés par Bruce Timm et Paul Dini inspirés des comics de Batman dans un premier temps puis de Superman et de la Ligue de justice sont adaptés en comics destinés aux enfants. Le style graphique très épuré des séries est imité dans ces comics grâce à des dessinateurs comme Ty Templeton, Rick Burchett ou Joe Staton.

### Jeux vidéo
Le développement des bornes d'arcade puis des consoles individuelles permet aux personnages de comics d'être présents sur un autre média. Cela commence à la fin de l'âge de bronze des comics avec des jeux comme B.C.'s Quest for Tires sorti en 1983. Dans l'histoire des jeux vidéo, il n'y a pas cette coupure en 1986 et les adaptations suivent les évolutions technologiques. Ainsi en 1986, Batman est le héros d'un jeu vidéo à défilement horizontal, en 1989 sur Nintendo Entertainment System le mode de jeu est de type action-plates-formes et en 2009, il est le héros d'un jeu d'action-aventure à la troisième personne. Les éditeurs les plus importants proposent tous des jeux vidéo qui permettent au joueur d'incarner les héros de comics. Si les résultats de ces adaptations sont variables, certains jeux sont remarquables : Batman: Arkham Asylum entre dans le livre Guinness des records[pourquoi ?]. On trouve ainsi chez Marvel Comics le jeu d'arcade X-Men qui est encore considéré comme l'un des meilleurs jeux avec des personnages Marvel. Un cas particulier est celui de Valiant Comics, qui jusqu'en 2020 n'avait pas cherché à produire des films avec les personnages de cet univers mais qui avait produit de nombreux jeux vidéo. En effet, Valiant est racheté par la société de jeux vidéo Acclaim Entertainment et 10 jeux sont développés entre 1996 et 2008 dont six ont pour héros Turok.